# مقاطعة أواتشيتا (أركنساس)
مقاطعة أواتشيتا (بالإنجليزية: Ouachita County)‏ هي إحدى مقاطعات ولاية أركنساس في الولايات المتحدة الأمريكية.

## أعلام
- ليتل فيلي جون